# Singapur en los Juegos Olímpicos de Milán-Cortina d'Ampezzo 2026
Singapur participará en los Juegos Olímpicos de Milán-Cortina d'Ampezzo 2026. El responsable del equipo olímpico es el Consejo Olímpico Nacional de Singapur, así como las federaciones deportivas nacionales de cada deporte con participación.